# Гирдань
Гирдань, Гирдані (рум. Gârdani) — комуна у повіті Марамуреш в Румунії. До складу комуни входить єдине село Гирдань.
Комуна розташована на відстані 407 км на північний захід від Бухареста, 24 км на південний захід від Бая-Маре, 88 км на північ від Клуж-Напоки.

## Населення
У 2009 році у комуні проживали 1618 осіб.

## Зовнішні посилання
- Дані про комуну Гирдань на сайті Ghidul Primăriilor